# Az alkoholizmus magyar nyelvű irodalma
Az alábbi lista az alkoholizmussal, alkoholellenességgel kapcsolatos magyar nyelvű műveket igyekezett sorba gyűjteni.

## 1800–1899
- Pálinkakórság. Németből szabadon forditotta G. T. M., Kolozsvár, 1838
- NN: A Pálinkáról, Buda, 1845
- NN: Szétrombolt Pálinkaház, Kassa, 1845
- Hirscler Ignác: Tapasztalatok a szeszes italokkal, valamint a dohánnyal való visszaélésekről, mint a láttompulat okáról. Pest, 1870 (Értekezések a természettudományok köréből II. 3. sz. Németül is megjelent Bécsben 1871-ben Hirschfeld Lajos ford.)
- Egy porció pálinka, vagy: Tóth Bálint uram hogyan utálta meg a pálinkát?, Budapest, é. n. [1886?] (Népiratkák)
- Paszlavszky Sándor: A hol a pálinka járja. Oktató elbeszélés a magyar nép számára, paprikás versekben, Budapest, 1887
- Méhes András: A pálinka. Szomorú történet, Budapest, é. n. [1890-es évek]
- Fekete Gyula: Az iszákosság s annak befolyása a társadalom életrendjére, Budapest, 1891
- Fekete: Az iszákosság, Budapest, 1892
- Niedermann Gyula és Chyzer K.: Elmebeteg-ügy iszákosok menedékhelyei, Budapest, 1898
- Farkas Zsigmond: Az ördög kelepcéje, vagyis: ki találta ki a pálinkát?, Budapest, 1898 (Népiratkák)
- Csillag Gyula: A gyermekek alkoholizmusa elleni védekezés, Budapest, 1899
- Genersich Antal: A szeszes italok habituális élvezete, Budapest, 1899
- Erőss Gyula: A gyermekek alkoholizmusáról, Budapest, 1899
- Salgó Jakab: A szeszmérgezés és nehézkórság kórtani viszonya, Budapest, 1899

## 1900 – 1949
- Szemere György: Az ital, Méhner Vilmos-féle Könyvkiadóhivatal, Budapest, é. n. (1900-as évek eleje, Legjobb Olvasmányok-sorozat)
- Sárándy István: A pálinka ördöge, Méhner Vilmos-féle Könyvkiadóhivatal, Budapest, é. n. (1900-as évek eleje, Legjobb Olvasmányok-sorozat)
- Tóth Imre: Alkoholismus a társadalomban, Selmecbánya, 1900
- Három nap egy ifjú életéből, vagy a pálinka szétrombolta boldogságomat. 7. kiadás. Budapest, 1901
- Stein Fülöp: Az alkoholizmus ellen való védekezés hazánkban. Budapest, 1901
- Bressler L.: A kis mennyiségű alkohol hatásáról, Budapest, 1903
- Babura László: Az alkoholizmus és a papság. Temesvár, 1903
- Oblath Richárd: Az alkoholizmus élettani és etikai hatásai, h. n., 1904
- Máday Izidor: Adatok az alkoholizmus kérdésének ismeretéhez, Budapest, 1905
- Kafka Károly: A szeszes italoktól való tartózkodás és annak jelentősége a vasúti szolgálatban; Müller Ny., Bp., 1905 (Országos Magyar Alkoholellenes Egyesület)
- Stein Fülöp: Az alkohol. 39 képpel. Budapest, 1906
- Lecuner: A középiskola küzdelme az alkoholizmus ellen: Az alkohol befolyása a gyermeklélek fejlődésére, Budapest, 1906
- Huber: Az alkoholizmus veszedelme, Budapest, 1906
- Wankó: Az alkohol veszedelmei, Budapest, 1906
- Thewrewk Árpád: Pálinka-dalo, Budapest, 1906
- Az alkoholkérdés mai állásáról, A Társadalmi Múzeum Értesítője, Budapest, 1909
- Lechner Károly: Az  alkohol és a társadalom, Kolozsvár, 1910
- Stein Fülöp: Az alkohol kérdés mai állásáról, Budapest, 1910
- Büchler Lipót: Egy ősrégi babonának az alkoholkérdésben való alapvető szerepéről; May Ny., Bp., 1912 (Országos Magyar Alkoholellenes Egyesület)
- Stein Fülöp: Az iszákosság és annak leküzdése. Budapest, 1913.
- Donáth Gyula: Alkohol és munka, Budapest, 1913 (különnyomat a Klinikai Füzetekből)
- Kovácsics Sándor: A szeszes italokról, Wellisch Béla kiadása, Szentgotthárd, 1913
- Kosztka Imre: Az alkoholizmus, A Magyarországi Absztinens Keresztegyesület Kassai Csoportnak kiadása. Budapest, 1914
- Nógrádi László: Az alkohol, Budapest, 1914
- István diák: Nagy ördög a pálinka. Verses történet 4 énekben. 1914 (Népiratkák)
- Katona József: A szeszes-italok és az egészség, Zeidler Testvérek kiadása, Budapest, 1914
- Donáth Gyula: Az alkohol és a világháború; Wodianer Ny., Bp., 1916 (Az Alkoholellenes Egyesületek Országos Ligájának kiadványai)
- Stein Fülöp: Alkohol és venerikus betegségek, Budapest, 1917 (Különnyomat a Gyógyászatból.)
- Körösy György: Az alkoholizmus veszedelmei; 2. átdolg. kiad.; Állami Nyomda, Budapest, 1919 (Az Alkoholellenes Tanács kiadványai)
- Bunge, G.: Az alkoholkérdés; Magyar Munkaügyi és Népjóléti Népbiztosság Alkoholellenes Tanácsának Kiadása, Budapest, 1919 (Az Alkoholellenes Tanács kiadványai)
- Máday: Adatok az alkohol kérdéséhez Magyarországon, h. n., é. n. [1910-es évek]
- Mártonffy Márton: Az alkohol, Az Alkoholellenes Egyesületek Országos Ligája, Budapest, é. n. [1910-es évek]
- Forel Ágost: Az orvosok és az alkohol (Alkoholellenes Könyvek Tára), kiadja az „Alkoholizmus” szerkesztősége., Budapest, é. n. [1910-es évek]
- Hollós István: Alkohol és agyműködés (Alkoholellenes Könyvek Tára), kiadja az „Alkoholizmus” szerkesztősége, Budapest, é. n. [1910-es évek]
- Dóczi Imre: Az alkohol és hatása a gyermekre (Alkoholellenes Könyvek Tára), kiadja az „Alkoholizmus” szerkesztősége, Budapest, é. n. [1910-es évek]
- Donath Gyula: Az alkoholizmus a világháború óta és az ellene való védekezés, Budapest, 1923
- Benedek László: Az alkoholkérdés mai állásáról, főkép az amerikai alkoholellenes küzdelem fejlődése kapcsán; Méliusz, Debrecen, 1924
- Pándy Kálmán: Az alkohol az orvosi gyakorlatban, Munkaügyi Közlöny kiadása, Budapest, 1925
- Adler Viktor: Az alkoholizmus és a szakszervezetek, Népszava kiadása, Budapest, 1925
- Gortvay György: Állami és társadalmi tennivalók a magyar alcoholismus elleni küzdelemben, Egészségügy Reformiroda, Budapest, 1925
- Gortvay György: Az alkoholkérdés társadalompolitikai megvilágításban, A Társadalombiztosítási Közlöny Kiadása, Budapest, 1929
- Tankóczi Gyula: Alkoholizmus és abnormitás, "Gloria" Könyvnyomda, Szatmár, é. n. [1930-as évek?]
- Buzássy Károly: Budapest szeszesitalfogyasztása, Budapest, 1934
- Pazár Zoltán: Az ittasság és az iszákosság vizsgálata valamint ennek jelentősége az igazságszolgáltatásban (A Magyar Orvosi Könyvkiadó Társulat Könyvtára 183.), Budapest, 1942

## 1950 – 1999
- Stepán Pál – Földes Vilmos: Küzdelem az alkoholizmus ellen, Közgazdasági és Jogi Könyvkiadó, Budapest, 1966
- Az alkoholizmus orvostudományi és társadalmi problémái, Budapest, 1967
- Göllesz Viktor – György Mihály: Alkoholdilemma. Igyunk, vagy ne igyunk?, Medicina Könyvkiadó, Budapest, 1967
- Bálint István: Alkoholfogyasztás és alkoholizmus, Medicina Könyvkiadó, Budapest, 1970
- Az alkoholizmus újabb irodalma a Fővárosi Szabó Ervin Könyvtárban (Válogatott jegyzék), Fővárosi Szabó Ervin Könyvtár, Budapest, 1971
- Levendel László – Mezei Árpád: Az alkoholista beteg személyisége, Akadémiai Kiadó, Budapest, 1972
- Mérő Endre: Az alkoholizmus és a jog, Alkoholizmus Elleni Országos Bizottság, Budapest, 1975
- Balogh Miklósné: A serdülőkorúak védelme az alkoholizmus ellen, Alkoholizmus Elleni Országos Bizottság, Budapest, 1975
- Andorka Rudolf: Az alkoholizmus elleni küzdelem külföldön, Alkoholizmus Elleni Bizottság Titkársága, Budapest, 1977
- Fekete János: Az alkoholisták gondozása, Pest megyei Egészségnevelési Osztály, Budapest, 1979
- (szerk.) Fejér Judit: Módszertani útmutató az alkoholellenes klubok szervezéséhez és működtetéséhez, Alkoholizmus Elleni Bizottság Titkársága, Budapest, 1980
- Bodrogi Sándor: Ki miért iszik?, Alkoholizmus Elleni Országos Bizottság Titkársága, Budapest, 1980, ISBN 963-7300-09-0
- Bálint István – Martinka Gyula: A szakszervezetek feladatai az alkoholizmus elleni küzdelemben, Táncsics Könyvkiadó, Budapest, 1980, ISBN 963-321-585-4
- Buda Béla: Alkoholizmus, Kossuth Könyvkiadó, Budapest, 1982, ISBN 963-09-1987-7
- (összeáll.) Fekete János: Alkoholizmus. Kórkép vagy korkép?, Kossuth Könyvkiadó, Budapest, 1982, ISBN 963-09-1987-7
- Fantasztikus világ. Történetek az alkoholizmusról, Alkoholizmus Elleni Országos Bizottság Titkársága, Budapest, 1982, ISBN 9637300082
- Gerevich József: Terápiák társadalma – társadalmak terápiája, Magvető Kiadó, Budapest, 1983, ISBN 963-271-905-0
- Fantasztikus világ II. "A magyar Pimodán", Alkoholizmus Elleni Országos Bizottság Titkársága, Budapest, 1983, ISBN 963-7300-18-x (antológia alkoholista költők, írók műveiből)
- Újlaki László: Újabb körkérdés illetékesekhez. Ismét megkérdeztük az illetékeseket, Alkoholizmus Elleni Bizottság, Budapest, 1983, ISBN 963-7300-17-1
- Siklós József: Pohárcsere, Református Zsinati Iroda Sajtóosztálya , Budapest, 1984, ISBN 963-300-136-6
- Vavró István: Alkoholizmus és bűnözés, k. n., Budapest, 1985
- Fekete János: Alkohológia, Tankönyvkiadó Vállalat, Budapest, 1985 (kézirat gyanánt)
- (szerk.) Andor Mihály – M. Kiss Sándor – Dr. Czoma László: Alkohol az életmódban. Egy szegénytelep élete (kézirat gyanánt), Művelődéskutató Intézet, Budapest, 1985, ISBN 963-521-090-6
- Részeg halál a volán mögött. A kiadvány Pálos Miklósnak az Ország-világ című hetilapban megjelent alkoholellenes cikksorozata válogatása alapján készült; Országos Közlekedésbiztonsági Tanács, Bp., 1986
- Alkohol. Termelés, fogyasztás, következmények? Statisztikai Kiadó Vállalat, Budapest, 1988
- Helmut Harsch: Alkoholizmus – Hogyan segítsenek magukon a szenvedélybetegek, a hozzátartozóik és a barátaik?, Prugg Verlag, Eisenstadt, 1990
- Levendel László: Önkormányzati alkoholpolitika. Tanulmánykötet, "Egészség" Alkoholmentes Rehabilitációs Egyesület, Budapest, 1991, ISBN 963-04-1427-9
- Csiky Antal: Remélem, hogy vagy. Egy gyógyult piás üzenetei, Nexus Kiadó, Budapest, 1991, ISBN 963-7938-01-X
- Catherine Matinee: Kati vagyok, alkoholista..., Szerzői magánkiadás , Budapest, 1992, ISBN 963-400-839-9
- Lisa Pilsitz – Jim McLain: Alkohol és más drogok , Soros Foundations, New York, 1992
- Peter Anderson: Alkoholproblémák és kezelésük, Literatura Medica Kft. , Budapest, 1993, ISBN 963-7715-03-7 (WHO Regionális Iroda kiadványai - Európai Sorozat)
- Török Tivadarné: Az alkohológia megújításáért, Országos Alkohológiai Intézet, Budapest, 1994
- Ferenczy László: Az alkoholizmus közös gondja – Erdélyi, kárpátaljai és szlovákiai addiktológusok tanulmányai, beszámolói, Országos Alkohológiai Intézet, Budapest, 1994
- Anonim Alkoholisták. Az alkoholizmusból felépült sok ezer férfi és nő története, Alcoholics Anonymous World Services, Inc., New York City, 1994
- Józan élet. Néhány módszer, amit A.A.-tagok használnak az ivás elkerülésére, Alcoholics Anonymous World Services, Inc., New York City, 1995
- Török Tivadarné: Az alkoholizmus ellen – az Agape jegyében. Szakmaközi konferencia az alkoholizmus tárgyában, Budapest, 1995
- Takách Gáspár: Miért ne igyunk... sokat – Alkoholizmus, Budapest, 1995, ISBN 963-8354-45-3
- (szerk.) Buda Béla: Alkohol és szexualitás, Országos Alkohológiai Intézet-Területi Általános Megelőző Addiktológiai Szakgondozásért Alapítvány, Budapest, 1996
- James Graham: Az alkoholizmus titkos története, Holistic Kiadó, Budapest, 1996, ISBN 963-8080-15-9
- Jenny Bryan: Beszélgessünk az alkoholról!, Műszaki Könyvkiadó, Budapest, 1998, ISBN 963-162-032-8
- Tapolyai Mihály: Miért nem rózsaszínű mégsem a világ? Iszákosmentés, Családépítő Szolgálat Műhelye, h. n., 1998, ISBN 963-036-755-6
- Balázsfalvi Gusztávné: Földi pokol... a drog, avagy Charon a lelkek révésze..., B-A-Z Megyei Bűnmegelőzési Alapítvány-B-A-Z Megyei Rendőr-főkapitányság Bűnmegelőzési Osztálya, Miskolc, 1999
- Szikszay Petronella – Tóth Miklós: Deviáns alkohológia. A Minnesota Modell első tíz éve, Szőlőtő Alapítvány, Györköny, 1999
- Tanít a múlt. Siklós József írásaiból összeállította és kiegészítette a munkaközösség, Tiszta Forrás Alapítvány, h. n., 1999
- Segítsünk. Siklós József írásaiból összeállította az özvegye, Tiszta Forrás Alapítvány, h. n., 1999, ISBN 963-03-9135-X

## 2000 –
- Dr. Fülöp Ágnes – Dr. Grád András – Dr. Müller Mária: Droggal és alkohollal összefüggő bűncselekmények, HVG-ORAC Lap- és Könyvkiadó Kft., Budapest, 2000, ISBN 963-9203-64-5
- Veér András – Nádori Gergely – Erőss László: Az alkoholizmus: népbetegség, Animula Kiadó, Budapest, 2000, ISBN 963-861-157-x
- Fülöp Ágnes – Grád András – Müller Mária: Droggal és alkohollal összefüggő bűncselekmények, HVG-ORAC Lap- és Könyvkiadó Kft. , Budapest, 2000, ISBN 963-9203-64-5
- Helmut Harsch: Kiút az alkohol rabságából, Agapé Kft., Szeged, 2000, ISBN 963-458-203-6
- (szerk.)  Kékes Mária – Mandler Judit – Takács Viola: Ne veszítsd el a fejed! Mit tehetünk a drogfüggőség és az alkoholizálás megelőzése és gyógyítása érdekében?, Műszaki Könyvkiadó, Budapest, 2000, ISBN 963-16-2673-3
- Eberhard Rieth: Az alkoholizmus - betegség? Bevezetés a függőség problémáiba alkoholfüggők, családjaik és segítők számára, Bonus Pastor Alapítvány-Koinónia, Kolozsvár, 2001, ISBN 973-8022-36-3
- Rácz József: Addiktológia. Tünettan és intervenciók, Semmelweis Egyetem Egészségtudományi Kar, Budapest, 2001
- Hans Klein: Alkoholfüggőség és családgondozás, Bonus Pastor Alapítvány-Koinónia, Kolozsvár, 2001
- Szöllősy Vágó László: A lassan ölő mérgek rabságában, Grafoprodukt Kft., Szabadka, 2001
- Szűcs Teri: „Mi az, hogy csodálatos?” – Beszélgetések, Bonus Pastro Alapítvány-Koinónia kiadó, Kolozsvár, 2001, ISBN 973-8022-30-4
- Róth Jánosné: Van kiút!, Kálvin János Kiadó, Budapest, 2001, ISBN 963-300-888-3
- Makay Rozália: Drog, alkohol, nikotin. Tévutak és válaszutak. Van kiút!, Gold Bridge Publisher, Szeged, 2002, ISBN 963-86086-3-3
- Környey Edith – Kassai-Farkas Ákos: Az alkoholbetegség és neuropszichiátriai szövődményei, Medicina Könyvkiadó Rt., Budapest, 2002, ISBN 963-242-682-7
- (szerk.) Bereczi Sándor: Segítség-segítünk. Megcsúszás – visszaesés – megelőzés, Emberbarát Alapítvány , Budapest, 2002, ISBN 963-00-9719-2
- Janet Geringer Woititz: Alkoholbetegek felnőtt gyermekei, Félúton Alapítvány, Budapest, 2002, ISBN 963-204-832-6
- Fehér Ottó: Pszichofarmakológia. Kábítószerek és élvezeti szerek hatástana, JATE Press, Szeged, 2003
- Elekes Zsuzsanna: Alkohol és társadalom, Országos Addiktológiai Intézet, Budapest, 2004
- Fodor Miklós: Addiktológia és drogkönyv, Szerzői kiadás, 2005, ISBN 963-460-856-6
- Andreas Lehmann – Wolfgang Gruner: Alkohol-függő? Kiutak egy betegségből. Tanácsok érintetteknek, veszélyeztetetteknek és hozzátartozóknak, Katolikus Karitász Szenvedélyeteg-segítő Szolgálat, Budapest, 2005, ISBN 963-86716-3-7
- (szerk.) Buda Béla: Népegészségügyi alkoholpolitika. WHO, EUROCARE, EU és más szakanyagok, külföldi és hazai állásfoglalások, Országos Addiktológiai Intézet, Budapest, 2006
- Demetrovics Zsolt: Az addiktológia alapjai I–III., ELTE Eötvös Kiadó, Budapest, 2007
- Kalapos Miklós Péter: Bevezetés az alkohológiába. Orvostanhallgatóknak és szakorvosjelölteknek, Medicina Könyvkiadó Zrt., Budapest, 2007, ISBN 978-963-226-093-8
- Kálmánchey Albert: A haszontalan alkoholról különböző töménységben. Zsebkönyv használóknak és cselekvőknek, k. n., Debrecen, 2007, ISBN 978-963-06-2701-6
- Szabó Sándor: Mámor... Az alkohol csapdái/...és melyik lesz az utolsó csepp?, MH HEK Preventív Igazgatóság, h. n., 2007
- (több szerző) Akarsz-e meggyógyulni? Segítség alkoholbetegeknek, Élő víz füzetek, Budapest, 2007
- Szikszay Petronella – Tóth Miklós: Deviáns alkohológia. A Minnesota-modell első húsz éve, k. n., h. n., 2010
- Szász Anna: Boldog józanodók. Az Anonim Alkoholisták Magyarországon, Sík Kiadó Kft., Budapest, 2011, ISBN 978-963-927-028-2
- Kézikönyv az alkohol-okozta károk csökkentéséhez, Országos Egészségfejlesztési Intézet Országos Addiktológiai Centrum, Budapest, 2011
- Rácz-Marton Tímea: Neked is sikerül. Szabadulás az alkohol rabságából, Katolikus Alkoholistamentő Szolgálat, Budapest, 2015
- Dr. Kapitány-Fövény Máté: Függőben. Az alkoholizmus lélektana (HVG Könyvek), Budapest, 2018

## Kiadási év jelzése nélkül
- Bac Jenő: Az alkoholizmus elleni intézkedések társadalmi módszerei, Alkoholizmus Elleni Országos Bizottság, Budapest, é. n.
- Nagy György: Az alkoholfogyasztás és az alkoholizmus közgazdasági és társadalmi problémái, Alkoholizmus Elleni Országos Bizottság, Budapest, é. n.
- Berényi András: Az alkoholizmus, mint családi probléma – Amit mindannyiunknak tudni kell az alkoholizmusról!, Budapest, é. n.
- Várady Géza: Alkohol és alkoholizmus, h. n., é. n.
- Fekete János: Alkohológiai kislexikon, Országos Alkohológiai Intézet – Nemzeti Egészségvédelmi Intézet – Alkoholizmus Elleni Bizottság, h. n., é. n.
- Alkohol és bűnözés, Magyar Vöröskereszt-Belügyminisztérium Tanulmányi és Propaganda Csoportfőnöksége, Budapest, é. n.
- Iványi Frigyes: 15 kérdés 15 felelet, Magyar Vöröskereszt, Budapest, é. n.
- Helianthus: Hogyan pusztít az alkohol?, Országos Alkoholellenes Egyesület, Budapest, é. n.
- Szántó Menyhért: Az ipari vállalatok hivatása az alkohol ellen való küzdelemben, h. n., é. n.

## Sorozatok
- Alkoholellenes könyvek tára – 1910-es évek sorozata
- Az Alkoholellenes Egyesületek Országos Ligájának kiadványai – 1910-es évek sorozata
- Alkohológiai Kiskönyvtár:

1. Kardos György: Megelőzés-gyógyítás-rehabilitáció, Medicina Könyvkiadó, Budapest, 1980, ISBN 963-240-896-9
2. Czeizel Endre: A magzati alkoholszindróma – A terhesség alatti szeszesital-fogyasztás ártalmassága, Medicina Könyvkiadó, Budapest, 1981, ISBN 963-240-965-5
3. Bálint István: Az alkoholizmus főbb kérdései, Medicina Könyvkiadó, Budapest, 1981, ISBN 963-240-944-2
4. Nagy György: Alkohol, társadalom, munkahely – Adatok és vélemények, Medicina Könyvkiadó, Budapest, 1982, ISBN 963-240-943-4
5. Buda Béla: Az iszákosok iszákosokat nemzenek? – Az alkoholbetegség és az öröklődés, Medicina Könyvkiadó, Budapest, 1982, ISBN 963-241-072-6
6. Jim Offord – Edward Griffith: Alkoholizmus – Kezelés vagy tanácsadás?, Medicina Könyvkiadó, Budapest, 1984, ISBN 963-241-252-4
7. Bánki M. Csaba: Az alkoholizmus biológiai kutatásának eredményei, Medicina Könyvkiadó, Budapest, 1984, ISBN 963-241-059-9
8. M. Keller – H. M. Trice – J. R. Wahl: Viselkedés? – Betegség? – Társadalmi probléma? (Szemelvények az alkohológia szakirodalmából), Medicina Könyvkiadó, Budapest, 1985, ISBN 963-241-069-6
9. Németh Gyula: Szesz vagy nagykalapács? – Nagyüzemi szociálpolitika az alkoholizmus ellen, Medicina Könyvkiadó, Budapest, 1985, ISBN 963-241-182-X
10. Angerli István: Egészségünkre?, Medicina Könyvkiadó, Budapest, 1986, ISBN 963-241-309-1
11. Alison Burr: Alkoholista a családban, Medicina Könyvkiadó, Budapest, 1987, ISBN 963-241-657-0

- Alkohológiai Füzetek – 1990-es évek sorozata
- Országos Addiktológiai Intézet Kiskönyvtár sorozat – 2000-es évek sorozata

## Jelentősebb könyvfejezetek
- Alkoholizmus. In  A Pallas nagy lexikona. Szerk. Bokor József. Budapest: Arcanum – FolioNET. 1998.  ISBN 963 85923 2 X

- Az alkohol IN: Dalmady Zoltánː Óriáskígyók és viharágyú – Mendemondák a természettudomány köréből, Athenaeum Irodalmi és Nyomdai Részvénytársulat, Budapest, 1909 (reprint kiadás: ugyanazzal a névvel, Laude Kiadó, Budapest, é. n., ISBN 963-9120-20-0), 218–224. o. (→ elektronikus elérhetőség: )
- Révai nagy lexikona. Budapest: Révai Testvérek Irodalmi Intézet Részvénytársaság. 1911–1935.  , Alkoholizmus, I. kötet, 366–367. o. (→ elektronikus elérhetőség: )
- Szeszes italok IN: (szerk.) Madzsar József: Az egészség enciklopédiája – Tanácsadó egészséges és beteg emberek számára, Enciklopédia Rt., Budapest, é. n. [1926], 39–40. o.
- Alkoholizmus IN: Kétly László: A család egészsége – Népszerű orvosi tájékoztató és tanácsadó, Dante Könyvkiadó, Budapest, é. n. [1928], 127–134. o.
- Alkoholkérdés IN: (szerk.) Madzsar József: Társadalmi lexikon, Népszava Könyvkereskedés, Budapest, 1928, 17–19. o.
- Az ittasság büntetőjogi megítélése és Alkoholizmus és bűnözés IN: Lukács Tibor: Bűn és büntetés, Minerva Kiadó, Budapest, 1980, ISBN 963-223-195-3, 205–211. o.